# Where the Party At
Singles par Jagged Edge
Promise
(2000) GoodBye
(2002)
Singles par Nelly
Ride wit Me
(2001) Batter Up
(2001)
Where the Party At est une chanson du groupe RnB américain Jagged Edge sortie en 2001.
Le single est composé par B. Cox et Jermaine Dupri et écrit par les frères jumeaux Brandon et Brian Casey.
Le rappeur Nelly est aussi en collaboration sur ce morceau.
C'est le single de Jagged Edge qui a le plus fonctionné de leur carrière aux États-Unis arrivant en 3e position dans Billboard Hot 100 mais aussi dans le monde notamment au Royaume-Uni, en Australie, au Canada et en France où il se classe 1 semaine parmi le top 20.
Il existe une version remixée avec uniquement des artistes du label So So Def de l'époque tels que JD, Da Brat, Lil' Bow Wow, R.O.C. et Tigah et qui figure sur la bande originale du film Hardball.
C'est Dave Meyers qui a réalisé les 2 versions des clips vidéo.